# Kiyoo Kanda
Kiyoo Kanda (神田 清雄, Kanda Kiyoo, ? – 9 mei 1970) was een Japans voetballer die als middenvelder speelde.

## Japans voetbalelftal
Kiyoo Kanda maakte op 23 mei 1923 zijn debuut in het Japans voetbalelftal tijdens een Spelen van het Verre Oosten tegen Filipijnen. Kiyoo Kanda debuteerde in 1923 in het Japans nationaal elftal en speelde 4 interlands.

## Statistieken
| Japans voetbalelftal | Japans voetbalelftal | Japans voetbalelftal |
| Jaar                 | Duels                | Goals                |
| -------------------- | -------------------- | -------------------- |
| 1923                 | 2                    | 0                    |
| 1924                 | 0                    | 0                    |
| 1925                 | 2                    | 0                    |
| Totaal               | 4                    | 0                    |